# Parafia Ducha Świętego w Zielonej Górze
Parafia pw. Ducha Świętego w Zielonej Górze – rzymskokatolicka parafia należąca do dekanatu Zielona Góra – Ducha Świętego, diecezji zielonogórsko-gorzowskiej, metropolii szczecińsko-kamieńskiej w Polsce, erygowana 16 października 1984.

## Historia

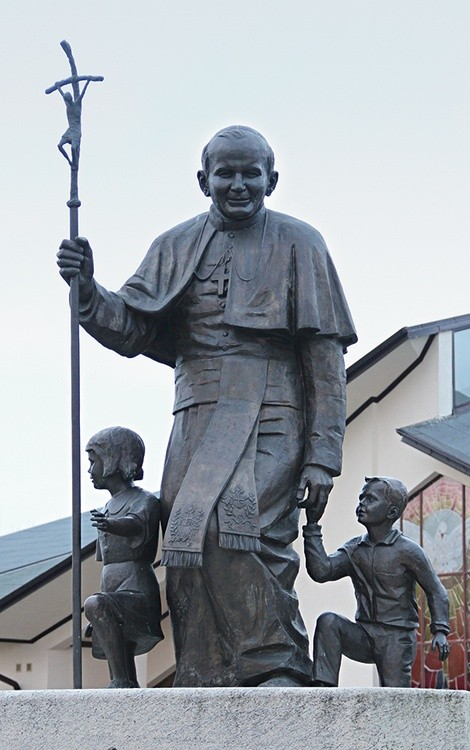
Pomnik św. Jana Pawła II znajdujący się obok kościoła

W lutym 1981 parafia św. Jadwigi uzyskała zgodę na budowę nowego kościoła u zbiegu ulic Stefana Wyszyńskiego (ówczesna Gwardii Ludowej) i Łużyckiej.  
W listopadzie 1981 biskup Wilhelm Pluta podjął decyzję o postawieniu na zapleczu budowy kościoła tymczasowej kaplicy. Kaplica została otwarta i poświęcona przez biskupa Wilhelma Plutę przed Pasterką tego samego roku.  
Erygowanie parafii pw. Ducha Świętego na mocy dekretu biskupa Wilhelma Pluty nastąpiło 16 października 1984, a pierwszym proboszczem został ks. Grzegorz Grzybek.  
20 sierpnia 1997 proboszczem parafii został mianowany ks. Andrzej Ignatowicz. 
Obok kościoła znajduje się pomnik papieża Jana Pawła II, odsłonięty w 2006 roku. 
20 września 2009 kardynał Józef Glemp dokonał uroczystego poświęcenia kościoła parafialnego.

## Miejsca kultu
- Kościół Ducha Świętego w Zielonej Górze – kościół parafialny
- Kaplica zakonna w Zielonej Górze – filia

## Proboszczowie
- ks. prałat Grzegorz Grzybek (1984–1997)
- ks. kan. Andrzej Ignatowicz (od 20 sierpnia 1997)

## Zgromadzenia zakonne
Przy kościele parafialnym mieszkają i posługują zakonnice ze Zgromadzenia Sióstr Misjonarek Chrystusa Króla dla Polonii Zagranicznej.

## Zasięg parafii

### Ulice
Ulice w Zielonej Górze: 
- ul. Bułgarska,
- Św. Cyryla i Metodego,
- Xawerego Dunikowskiego,
- Festiwalowa,
- Francuska (oprócz nr. parzystych 2-10),
- Jacka Kaczmarskiego (nry nieparzyste)
- Kraljevska,
- Anieli Krzywoń,
- Stefana Wyszyńskiego,
- Łużycka (od nr. 14),
- Monte Cassino,
- Leopolda Okulickiego (nr. 29, 31, 33),
- Pionierów Zielonej Góry,
- Ptasia (nr. nieparzyste od 21, parzyste od 32),
- Rydza-Śmigłego,
- Słowacka,
- Majora Henryka Sucharskiego,
- Węgierska,
- Zachodnia,
- Tadeusza Zawadzkiego „Zośki”,
- Żołnierzy II Armii